# Împotriva curentului
Împotriva curentului (titlu original: Swimming Upstream) este un film australian din 2003 regizat de Russell Mulcahy și scris de Tony Fingleton. Rolurile principale au fost interpretate de actorii Geoffrey Rush, Judy Davis și Jesse Spencer.

## Prezentare
Prezintă viața lui Fingleton (Spencer) de la copilărie până la maturitate timp pe care și-l petrece într-o familie dezorganizată. Se bazează pe autobiografia cu același nume a lui Fingleton.

## Distribuție
- Geoffrey Rush - Harold Fingleton
- Judy Davis - Dora Fingleton
- Jesse Spencer - Tony Fingleton
- Tim Draxl - John Fingleton
- Deborah Kennedy - Billie
- David Hoflin - Harold Fingleton Jr.
- Craig Horner - Ronald Fingleton
- Brittany Byrnes - Diane Fingleton
- Mark Hembrow - Tommy